# Ahmed III
Ahmed III (30 de diciembre de 1673 - Constantinopla, 1 de julio de 1736) fue sultán del Imperio otomano e hijo del sultán Mehmed IV. 
Subió al trono de la Sublime Puerta en 1703 tras la abdicación de su hermano Mustafá II.
Ahmed estableció y mantuvo buenas relaciones con Inglaterra y posterormente Gran Bretaña teniendo en mente indudablemente la amenazante actitud de Rusia. Acogió en el imperio a Carlos XII de Suecia después del fracaso sueco en la batalla de Poltava de 1709 a manos del zar ruso Pedro el Grande. Forzado contra su voluntad a entrar en guerra contra Rusia, fue el sultán que más cerca estuvo de fragmentar el poder de su rival del norte, puesto que su Gran Visir Baltaji Mahommed Paşa tuvo éxito al asediarlo completamente cerca del Prut en 1711. 
En el tratado que Rusia fue obligada a firmar, el Imperio Otomano obtuvo la restitución de Azov, la destrucción de las fortalezas construidas por Rusia y la promesa de que el zar debería abstenerse de cualquier futura interferencia en los asuntos concernientes a los polacos o los Cosacos. El descontento en la indulgencia de estos términos fue tan acusado en Constantinopla que casi provocó el estallido de una nueva guerra contra Rusia.
En 1715 el Ducado de Morea fue conquistado a los venecianos. Esto dejó las manos libres para las hostilidades con Austria, con la que el Imperio Otomano fracasó, y Belgrado cayó del lado de Austria en 1717. Por mediación de Inglaterra y los Países Bajos la Paz de Passarowitz se estableció en 1718, por la que Turquía retuvo sus conquistas a los venecianos, pero perdió el Banato de Temeswar.
Una guerra con Persia terminó en desastre, conduciendo a una rebelión de los jenízaros, quiénes depusieron a Ahmed en septiembre de 1730. Falleció en prisión seis años más tarde.

## Familia
Se sabe que Ahmed III es el sultán con la familia más numerosa de la dinastía otomana . La anfitriona de su harén fue Dilhayat Kalfa, conocida por ser una de las más grandes compositoras turcas del período moderno temprano.

### Consortes
Ahmed III tuvo al menos veintiuna consortes:
- Emetullah Kadin. Baş Kadin (primera consorte) y su primera concubina, fue la madre de la primogénita, Fatma Sultan, la hija favorita de Ahmed. Fue la consorte más querida de Ahmed, quien le dedicó una mezquita, una escuela y una fuente. Muy devota y activa en la caridad, murió en 1740 en el Palacio Viejo .
- Emine Mihrişah Kadin. Ella era la madre de cuatro hijos, incluido Mustafá III, vigésimo sexto sultán del Imperio Otomano , pero murió ante el ascenso de su hijo y, por lo tanto, nunca fue Valide sultán . Murió en abril de 1732. Su hijo construyó la Mezquita Ayazma en su honor en Üsküdar .
- Rabia Şermi Kadin. Ella era la madre de Abdülhamid I, vigésimo séptimo sultán del Imperio Otomano, pero murió ante el ascenso de su hijo y, por lo tanto, nunca fue Valide Sultan. En 1728, se le dedicó una fuente en Üsküdar. Murió en 1732. Su hijo construyó la Mezquita Beylerbeyi en su honor.
- Hürrem Kadin. Enumerado en un documento que nombra a las consortes exiliadas al Palacio Viejo después de la deposición de Ahmed III cuyas joyas fueron confiscadas. Murió después de 1730.
- Ayşe Mihri Behri Kadin. Antes de convertirse en consorte, fue tesorera del harén .
- Hatem Kadin. Madre de gemelos, murió en 1772 y fue enterrada en el cementerio de Eyüp .
- Emine Musli Kadin . También llamado Muslıhe Kadın, Muslu Kadin o Musalli Kadın. Madre de dos hijas, murió en 1750 y fue enterrada con ellas en el Yeni Cami .
- Rukiye Kadin. Madre de una hija y un hijo, construyó una fuente cerca del Yeni Cami. Murió después de 1738 y fue enterrada con su hija en el Yeni Cami.
- Fatma Hümaşah Kadin. Murió en 1732 y fue enterrada por Yeni Cami.
- Gülneş Kadin. También llamado Gülnuş Kadın. Ella figura en un documento que nombra a sus consortes exiliadas al Palacio Viejo después de la deposición de Ahmed III, cuyas joyas fueron confiscadas. Murió después de 1730.
- Meyli Kadin. Enumerado en un documento que nombra a las consortes exiliadas al Palacio Viejo después de la deposición de Ahmed III cuyas joyas fueron confiscadas. Murió después de 1730.
- Hatice Kadin. Murió en 1722 y fue enterrada en el Yeni Cami.
- Nazife Kadin. Enumerado en un documento que nombra a las consortes exiliadas al Palacio Viejo después de la deposición de Ahmed III cuyas joyas fueron confiscadas. Murió después de 1730, quizás el 29 de diciembre de 1764.
- Nejat Kadin. Enumerado en un documento que nombra a las consortes exiliadas al Palacio Viejo después de la deposición de Ahmed III cuyas joyas fueron confiscadas. Murió después de 1730.
- Sadık Kadın. También llamado Sadıka Kadin. Enumerado en un documento que nombra a las consortes exiliadas al Palacio Viejo después de la deposición de Ahmed III cuyas joyas fueron confiscadas. Murió después de 1730.
- Hüsnüşah Kadin. Murió en 1733 y fue enterrada en el Yeni Cami.
- Şahin Kadin. Murió en 1732 y fue enterrada en el Yeni Cami.
- Ümmügülsüm Kadin. Murió en 1768 y fue enterrada en el Yeni Cami.
- Zeyneb Kadin. Madre de una hija, murió en 1757 y fue enterrada por Yeni Cami.
- Hanife Kadin. Madre de una hija, murió en 1750 y fue enterrada en el Yeni Cami.
- Şayeste Hanim. Baş ikbal . Murió en 1722 y fue enterrada por Yeni Cami.

### Hijos
Ahmed III tuvo al menos veintiún hijos, todos enterrados, además de los dos que se convirtieron en sultanes, en Yeni Cami:
- Şehzade Mehmed (24 de noviembre de 1705 - 30 de julio de 1706).
- Şehzade Isa (23 de febrero de 1706 - 14 de mayo de 1706).
- Şehzade Ali (18 de junio de 1706 - 12 de septiembre de 1706).
- Şehzade Selim (29 de agosto de 1706 - 15 de abril de 1708).
- Şehzade Murad (17 de noviembre de 1707 - 1707).
- Şehzade Murad (25 de enero de 1708 - 1 de abril de 1708).
- Şehzade Abdülmecid (12 de diciembre de 1709 - 18 de marzo de 1710). Gemelo de Şehzade Abdülmelek.
- Şehzade Abdülmelek (12 de diciembre de 1709 - 7 de marzo de 1711). Gemelo de Şehzade Abdülmecid.
- Şehzade Süleyman (25 de agosto de 1710 - 11 de octubre de 1732) - con Mihrişah Kadin. Murió en los Kafes después de dos años de prisión.
- Şehzade Mehmed (8 de octubre de 1712 - 15 de julio de 1713).
- Şehzade Selim (21 de marzo de 1715 - febrero de 1718) - con Hatem Kadın. Gemelo de Saliha Sultan.
- Şehzade Mehmed (2 de enero de 1717 - 2 de enero de 1756) - con Rukiye Kadın. Murió en los Kafes después de veintiséis años de prisión.
- Mustafá III (28 de enero de 1717 - 21 de enero de 1774) - con Mihrişah Kadin. Fue el vigésimo sexto sultán del Imperio Otomano después de veintisiete años de prisión en los Kafes.
- Şehzade Bayezid (4 de octubre de 1718 - 24 de enero de 1771) - con Mihrişah Kadin. Murió en los Kafes después de cuarenta y un años de prisión.
- Şehzade Abdüllah (18 de diciembre de 1719 - 19 de diciembre de 1719).
- Şehzade Ibrahim (12 de septiembre de 1720 - 16 de marzo de 1721).
- Şehzade Numan (22 de febrero de 1723 - 29 de diciembre de 1764). Murió en los Kafes después de treinta y cuatro años de prisión.
- Abdülhamid I (20 de marzo de 1725 - 7 de abril de 1789) - con Rabia Şermi Kadın. Fue el vigésimo séptimo sultán del Imperio Otomano después de cuarenta y cuatro años de encarcelamiento en los Kafes.
- Şehzade Seyfeddin (3 de febrero de 1728 - 1732) - con Mihrişah Kadin. Murió en los Kafes después de dos años de prisión.
- Şehzade Mahmud (? - 22 de diciembre de 1756). Murió en los Kafes después de veintiséis años de prisión.
- Sehzade Hasan (? - ?). Probablemente murió en los Kafes.

### Hijas
Ahmed III tuvo al menos treinta y seis hijas:
- Fatma Sultan (22 de septiembre de 1704 - mayo de 1733) - con Emetullah Kadın.  Ella era la hija favorita de su padre. Se casó dos veces y tuvo dos hijos y dos hijas. Ella y su segundo marido fueron el verdadero poder durante la era de los tulipanes . Cayó en desgracia después de la revuelta de Patrona Halil y fue confinada al Palacio de Çırağan , donde murió tres años después.
- Hatice Sultan (21 de enero de 1701 - 29 de agosto de 1707). Enterrado en el mausoleo Turhan Sultan en el Yeni Cami .
- Ayşe Sultan (? - 1706). Enterrado en el Yeni Cami.
- Mihrimah Sultan (17 de junio de 1706 -?). Murió siendo niña y fue enterrada en el Yeni Cami.
- Rukiye Sultan (3 de marzo de 1707 - 29 de agosto de 1707). Fue enterrada en el Yeni Cami.
- Ümmügülsüm Sultan (11 de febrero de 1708 - 28 de noviembre de 1732). Gemelo de Zeynep Sultan. Se casó una vez y tuvo cuatro hijos y una hija.
- Zeynep Sultan (11 de febrero de 1708 - 5 de noviembre de 1708). Hermana gemela de Ümmügülsüm Sultan. Fue enterrada en el Yeni Cami.
- Zeynep Sultan (5 de enero de 1710 - julio de 1710). Fue enterrada en el Yeni Cami.
- Hatice Sultan (8 de febrero de 1710 - 1710, antes de septiembre). Fue enterrada en el mausoleo de Turhan Sultan en Yeni Cami.
- Hatice Sultan (27 de septiembre de 1710 - 1738) - con Rukiye Kadın. Se casó dos veces y tuvo un hijo.
- Emine Sultán (1711 - 1720). Fue enterrada en el Yeni Cami.
- Atike Sultan (29 de febrero de 1712 - 2 de abril de 1737). Se casó una vez y tuvo un hijo.
- Rukiye Sultan (7 de marzo de 1713 - octubre de 1715). Enterrado en el mausoleo de Turhan Sultan en Yeni Cami.
- Zeynep Asima Sultan (8 de abril de 1714 - 25 de marzo de 1774). Se casó dos veces y tuvo un hijo.
- Saliha Sultan (21 de marzo de 1715 - 11 de octubre de 1778) - con Hatem Kadın. Gemelo de Şehzade Selim. Se casó cinco veces y tuvo un hijo y cuatro hijas.
- Ayşe Sultan (10 de octubre de 1715 - 9 de julio de 1775) - con Musli Kadın. Apodada Küçük Ayşe (que significa Ayşe la más joven ) para distinguirla de su prima Ayşe la mayor , hija de Mustafá II . Se casó tres veces y tuvo una hija.
- Ferdane Sultan (? - 1718). Murió siendo niña y fue enterrada en el Yeni Cami.
- Reyhane Sultán (1718 - 1729). También llamada Reyhan Sultan o Rihane Sultan. Fue enterrada en el Yeni Cami.
- Ümmüseleme Sultan (? - 1719). También llamado Ümmüselma Sultan. Murió siendo niña y fue enterrada en el Yeni Cami.
- Rabia Sultan (19 de noviembre de 1719 - antes de 1727). Fue enterrada en el Yeni Cami.
- Emetullah Sultan (1719 - 1723) También llamado Ümmetullah Sultan. Fue enterrada en el Yeni Cami.
- Rukiye Sultan (? - 1720). Murió siendo niña y fue enterrada en el Yeni Cami.
- Beyhan Sultan (? - 1720). Murió siendo niña y fue enterrada en el Yeni Cami.
- Emetullah Sultan (17 de septiembre de 1723 - 28 de enero de 1724). Fue enterrada en el Yeni Cami.
- Emine Sultan (finales de 1723/principios de 1724 - 1732). Fue enterrada en el Yeni Cami.
- Nazife Sultan (mayo de 1723/1725 - antes de 1730 o 29 de diciembre de 1764). Excepcionalmente, nunca se casó, muy probablemente porque padecía una enfermedad crónica o tenía problemas físicos y/o mentales. Vivió recluida en el Palacio Viejo toda su vida. Sin embargo, según otros historiadores, en realidad murió siendo una niña y la Nazife que murió en el Palacio Viejo en 1764 fue una de las consortes de Ahmed III con el mismo nombre, Nazife Kadin.
- Ümmüselene Sultan (12 de octubre de 1724 - 5 de diciembre de 1732). Fue enterrada en el Yeni Cami.
- Naile Sultan (15 de diciembre de 1725 - octubre de 1727). Fue enterrada en el Yeni Cami.
- Esma Sultan (14 de marzo de 1726 - 13 de agosto de 1778) - con Hanife Kadın o Zeyneb Kadın. Apodada Büyük Esma (que significa Esma la mayor ) para distinguirla de su sobrina Esma la menor , hija de Abdülhamid I. Se casó tres veces y tuvo una hija.
- Sabiha Sultan (19 de diciembre de 1726 - 17 de diciembre de 1726). Fue enterrada en el Yeni Cami.
- Rabia Sultan (28 de octubre de 1727 - 4 de abril de 1728). También llamado Rebia Sultán. Fue enterrada en el Yeni Cami.
- Zübeyde Sultan (28 de marzo de 1728 - 4 de junio de 1756) - con Musli Kadın. Se casó dos veces.
- Ümmi Sultan (? - 1729). Llamado también Ümmügülsüm Sultan. Fue enterrada en el Yeni Cami.
- Ümmühabibe Sultan (? - 1730). Fue enterrada en el Yeni Cami.
- Akile Sultan (? - 1737). Fue enterrada en el Yeni Cami.
- Ümmi Sultan (1730 - 1742). Llamada también Ümmügülsüm Sultan. Fue enterrada en el Yeni Cami.